# Hacılı (Bərdə)
Hacılı è un comune dell'Azerbaigian situato nel distretto di Bərdə. Conta una popolazione di 442 abitanti.